# El Hatillo
El Hatillo is een stad en gemeente in de Venezolaanse staat Miranda. El Hatillo telt 74.000 inwoners. De hoofdplaats is El Hatillo.